# Монахан (город)
Монахан (англ. Monaghan; ирл. Muineachán) — город (таун) в Ирландии, административный центр графства Монахан (провинция Ольстер), а также его крупнейший город.
Город принимает один из самых крупнейших блюзовых фестивалей страны — Harvest Time Blues.

## Этимология
Ирландский топоним Muineachán имеет несколько вариантой происхождения. По одной из версий, оно происходит от слова «Muine», что означает «заросли» или «холм». Оно также может происходить от «Muine Acháin», где «Acháin» означает «поле», таким образом, образуя «кустарниковое поле» или «холмистое поле».

## История

### Ранняя история
В своём описании Ирландии, датируемом 150 годом, Птолемей описывает расселение 16 племён на территории острова. Одним из описанных им племён было племя Волунтии (др.-греч. Οὐολουντιοι; лат. Voluntii ), находившемся на территории нынешнего Ольстера. Под Волунтией, по мнению лингвиста Томаса О'Рахилли, подразумевались улады, древнее бельгийское племя, которое в древности доминировало в северной части Ирландии настолько, что дало этой части острова своё имя, закрепившееся за ней даже после разгрома уладов. Их столица располагалась в Эмайн Махе, вблизь Армы.

### Средние века
В период Средневековья территория нынешнего Монахана входила в состав королевства Айргиалла. Примерно в VI веке, неподалёку от озера Ти-ан-Лоха (ирл. Tigh an Locha), святой по имени Маклодий основал аббатство. Вокруг него со временем возникла небольшая деревня — Монахан. О периоде с VIII по XV век известно немного: в летописях упоминаются лишь выборы или смерти настоятелей и монахов, а также случаи разграбления аббатства викингами.
В 1417 году английская армия под командованием лорда Фёрнивала (англ. Lord Furnival) пересекла границу Пейла и опустошила всё королевство Айргиаллы. В ходе рейда были сожжены местные поселения и хлебные запасы, уничтожено и ранено множество мирных жителей, а весь скот, до которого удалось добраться, был угнан. В том числе подверглись разрушению монастырь и поселение Монахан.
До XVI века территория современного Монахана находилась под контролем клана Макмахон (ирл. M’Mahon), который вёл род от одноимённого древнего ирландского рода. В 1580-х, при вмешательстве английского вице-короля Фицвильяма, произошёл судебный процесс о разделе имений оказавшейся бездетной представительницы Макмахонов — Россы Буи Макмахон (англ. Rossa Buidha M'Mahon). Суд закончился казнью одного из Макмахонов прямо на главной площади Монахана, что вызвало восстание и вступление Макмахонов в состав армии Хью О’Нила. В период Девятилетней войны на территории Монахана произошла Битва при Клонтибрете, когда силы ирландских кланов поймали 1750 английских солдат в засаду и сокрушили их, нанеся Англии первое крупное поражение с начала войны.

### XX век
В январе 1919 году республиканец, социалист и писатель Пидар О’Доннелл захватил здание психиатрической больницы Святого Давнета в координации с сотрудниками заведения. Врачи и медсёстры больницы требовали повышения зарплаты, которого они уже добивались забастовкой в марте 1918 года, однако тогда это решение было отменено вскоре после окончания забастовки. Бастующими были забаррикадированы все входы в здание, заведующий больницы был изолирован, а в качестве нового заведующего был избран Пидар О’Доннелл. К концу месяца они вывесили над главным корпусом больницы красный флаг, превозгласив социалистический совет рабочих. Около сотни сотрудников Королевской ирландской полиции вскоре окружило здание, однако штурма не произошло. Под давлением бастующих администрация повысила зарплату сотрудникам, после чего здание было добровольно освобождено. 

## Образование
В городе находятся 4 начальные школы:
- Gaelscoil Ultain
- Модельная школа Монахана
- Национальная школа для девочек Сент-Луиса
- Национальная школа для мальчиков Сент-Мэриса

и три средние школы:
- Средняя школа Сент-Луиса
- Колледж Святого Маккарта
- Школа Святой Марии для мальчиков Монахана

## Культура
В городе ежегодно проводится фестиваль блюзовой музыки Harvest Time Blues, привлекающий туристов и исполнителей со всей Ирландии.
В городе базируется, основанный в 1979 году, футбольный клуб «Монахан Юнайтед»

## Здравоохранение

### Больница Монахана
Больница общего профиля Монахан (англ. Monaghan General Hospital) возведена на месте старой окружной тюрьмы — сурового заведения викторианской эпохи, которое было продано за утратой пенитенциарной функции ещё в 1890-х годах. Часть комплекса, до этого служившая местом заключения, была переоборудована под нужды лазарета, и уже в 1896 году здесь приняли первых пациентов, а в 1938 больница была открыта уже полноценно.
В 1933 году, после заключения об аварийности здания, начался капитальный ремонт и частичная реконструкция здания. На время реконструкции временным пристанищем для больных и персонала стал замок Хоуп в Каслблейни.

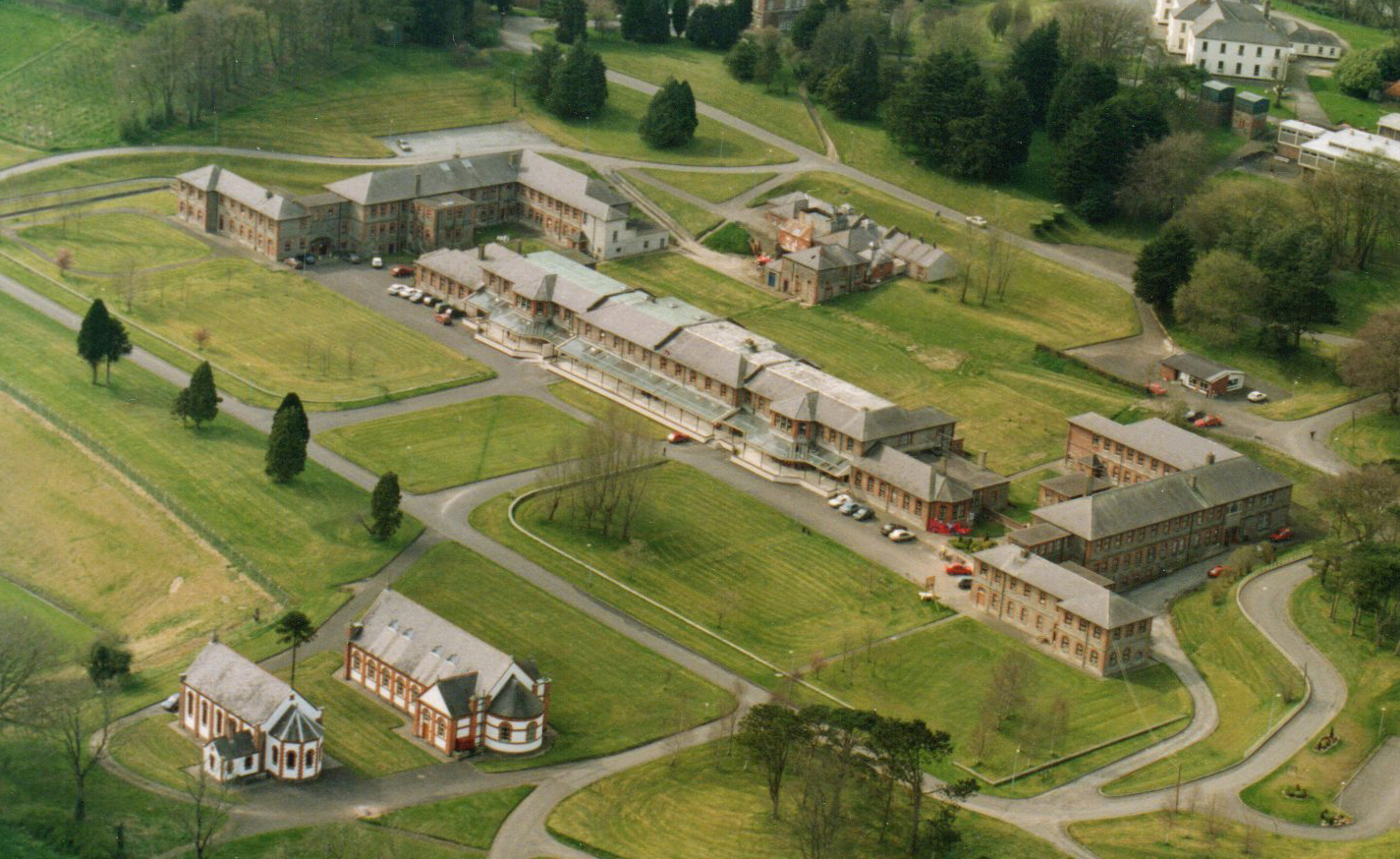
Психиатрическая больница Святого Давена в Монахане

Сегодня больница Монахана, утратившая функции экстренной медицины, административно объединена с больницей в Каване: все неотложные стационарные случаи перенаправляются туда. Тем не менее, здание в Монахане по-прежнему живёт — обеспечивая уход за выздоравливающими пациентами, нуждающимися в восстановлении и реабилитации. На её территории функционирует отделение лёгких травм.

### Больница Святого Давена
Больница имени Святого Давена (англ. St. Davnet's Hospital) была открыта в 1869 году. Она была самой большой по вместительности среди ирландских психиатрических больниц. Больница обеспечивала занятость пациентов: функционировали должности сапожника, столяра, каменщика, помощника санитара, кочегара. По состоянию на 2025 год, клиника оказывает услуги общемедицинской помощи и психологической поддержки людям всех возрастов, при этом не занимаясь их госпитализацией.

## Население
| Хронология численности населения с 1841 по 2022 год в графстве Монахан | Хронология численности населения с 1841 по 2022 год в графстве Монахан | Хронология численности населения с 1841 по 2022 год в графстве Монахан | Хронология численности населения с 1841 по 2022 год в графстве Монахан | Хронология численности населения с 1841 по 2022 год в графстве Монахан | Хронология численности населения с 1841 по 2022 год в графстве Монахан | Хронология численности населения с 1841 по 2022 год в графстве Монахан |
| 1841                                                                   | 1851                                                                   | 1861                                                                   | 1871                                                                   | 1881                                                                   | 1891                                                                   | 1901                                                                   |
| ---------------------------------------------------------------------- | ---------------------------------------------------------------------- | ---------------------------------------------------------------------- | ---------------------------------------------------------------------- | ---------------------------------------------------------------------- | ---------------------------------------------------------------------- | ---------------------------------------------------------------------- |
| 200 442                                                                | ↘141 823                                                               | ↘126 482                                                               | ↘114 969                                                               | ↘102 748                                                               | ↘86 206                                                                | ↘74 611                                                                |
| 1911                                                                   | 1926                                                                   | 1936                                                                   | 1946                                                                   | 1951                                                                   | 1956                                                                   | 1961                                                                   |
| ↘71 455                                                                | ↘65 131                                                                | ↘61 289                                                                | ↘57 215                                                                | ↘55 345                                                                | ↘52 064                                                                | ↘47 088                                                                |
| 1966                                                                   | 1971                                                                   | 1979                                                                   | 1981                                                                   | 1986                                                                   | 1991                                                                   | 1996                                                                   |
| ↘45 732                                                                | ↗46 242                                                                | ↗50 376                                                                | ↗51 192                                                                | ↗52 379                                                                | ↘51 293                                                                | ↗51 313                                                                |
| 2002                                                                   | 2006                                                                   | 2011                                                                   | 2016                                                                   | 2022                                                                   |                                                                        |                                                                        |
| ↗52 593                                                                | ↗55 997                                                                | ↗60 483                                                                | ↗61 386                                                                | ↗65 288                                                                |                                                                        |                                                                        |

## Религия

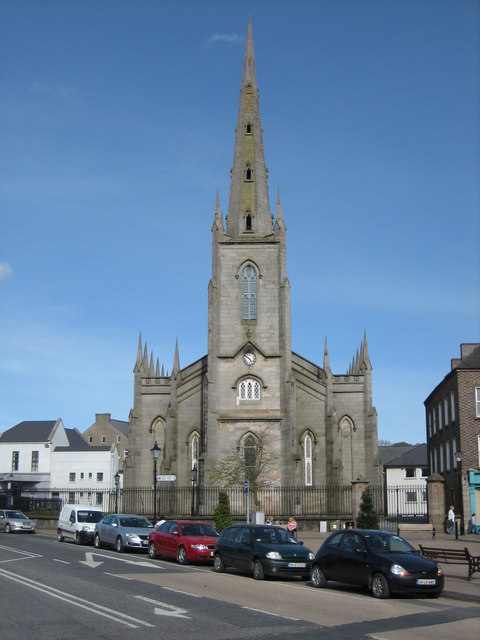
Собор Святого Макартана

### Собор Святого Макартана
Собор Святого Макартана — единственный католический собор епархии Клохера. Был построен в стиле неоготического возрождения в 1861–1892 годах на холме в юго-восточной части города. Собор был спроектирован известным церковным архитектором Джейсом Джозефом Маккарти, также известным по проектам собора Вознесения Пресвятой Девы Марии в городе Тёрлс, а также проекту католического собора Святого Патрика в Арме. Закончен в 1892 году Уильямом Хейгом-младшим — протеже Огастеса Пьюджина. Собор имеет статус национального памятника.

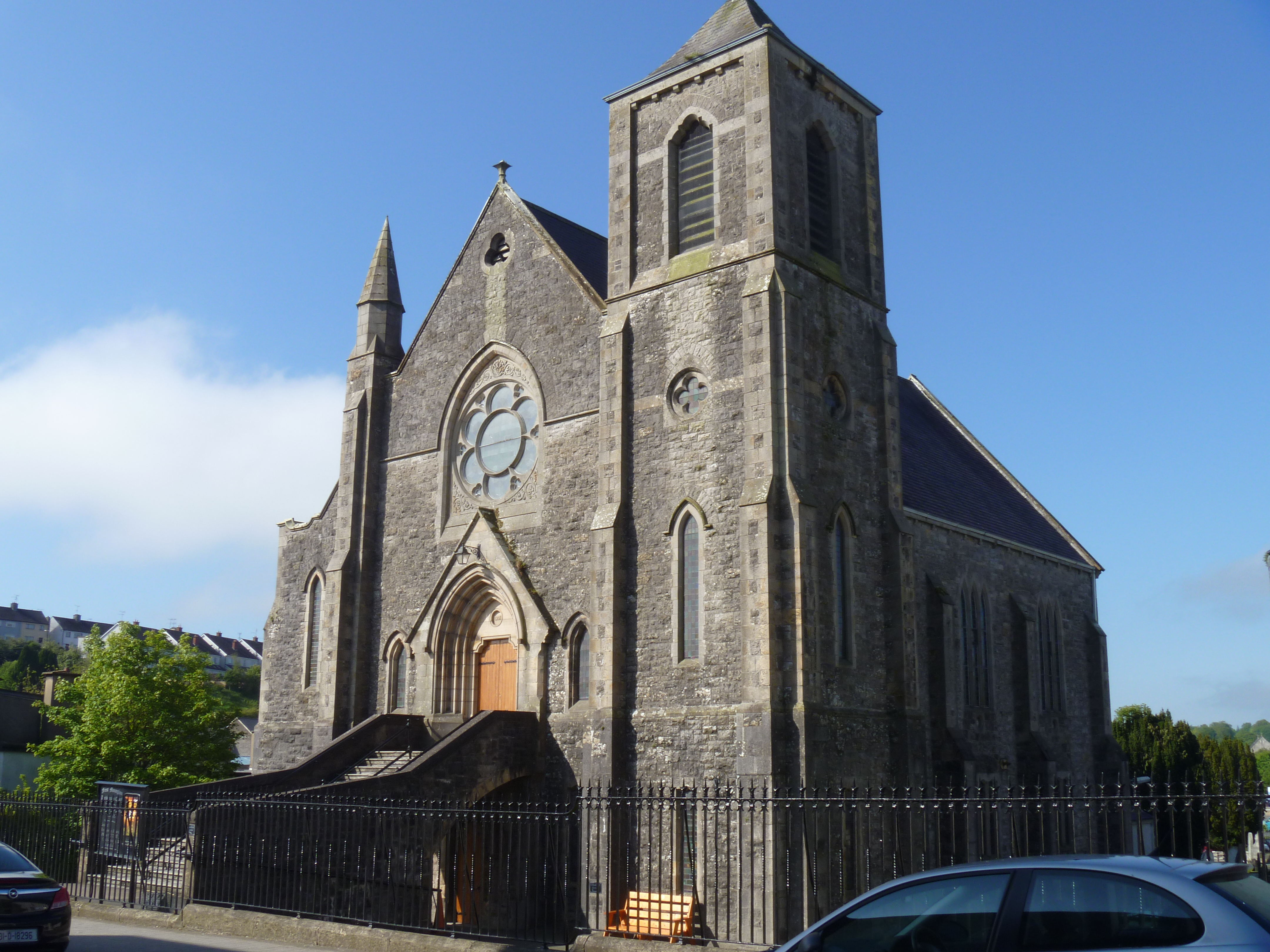
Пресвитерианская церковь Монахана

| Религия       | Число последователей |
| ------------- | -------------------- |
| Католицизм    | 5 377                |
| Иные религии  | 1 047                |
| Нерелигиозные | 792                  |
| Не указали    | 678                  |